# MV Kuna (1884)

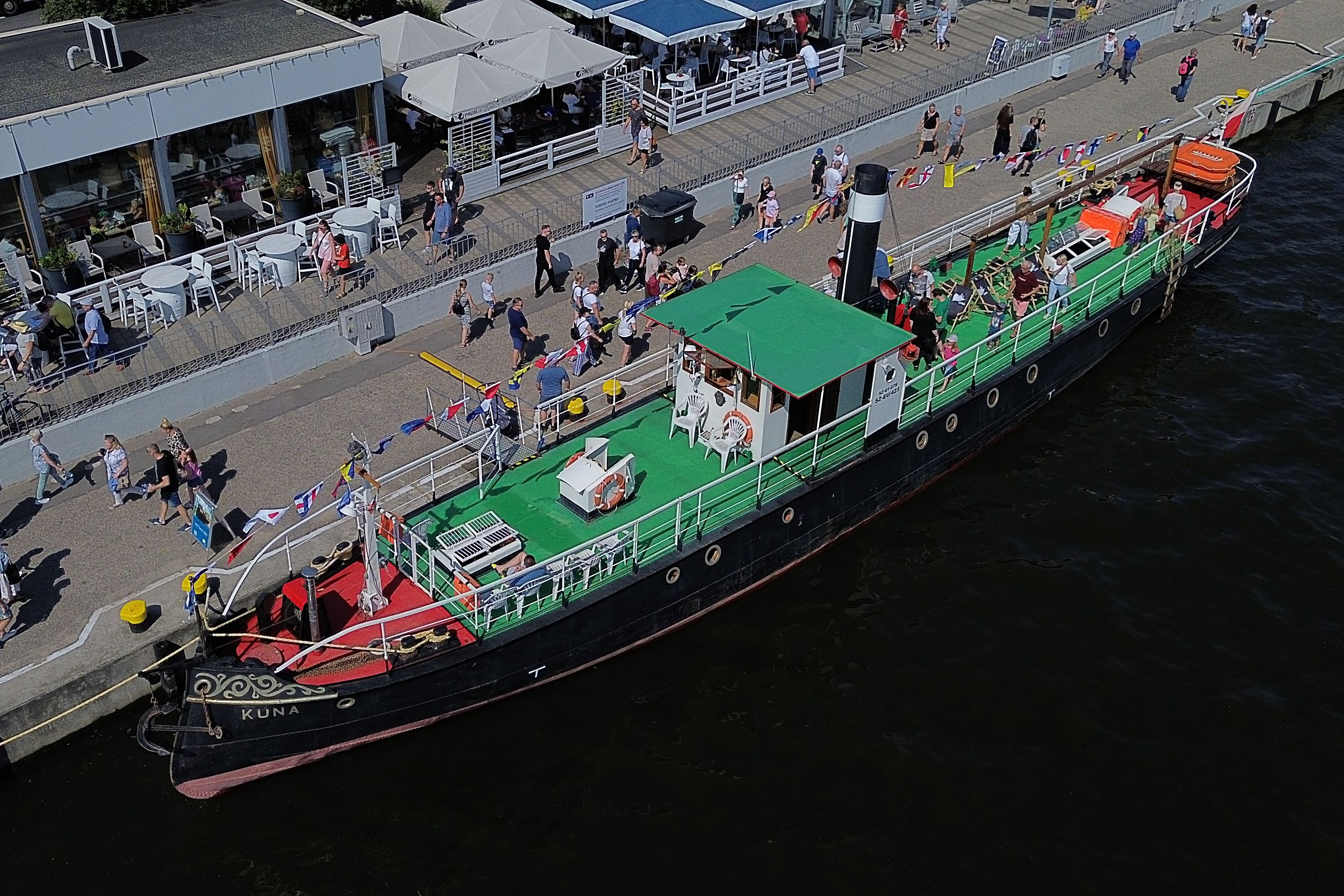
Widok z lotu ptaka na "Kunę"

M/V „Kuna” – najstarszy pływający lodołamacz rzeczny na świecie, zbudowany w 1884 r. w niemieckiej stoczni w Gdańsku. Pływający po Odrze statek pięciokrotnie zmieniał banderę. Obecnie pływa jako statek muzealno-szkoleniowy, przeznaczony do edukacji historyczno–kulturalnej w zakresie historii dróg wodnych, żeglugi śródlądowej, budownictwa wodnego i ekologii oraz kultury i historii regionu, w którym został zrewitalizowany.

## Historia
M/V „Kuna”, czwarty z serii lodołamaczy parowych, powstał w stoczni Danziger Schiffswerft & Kesselschmiede Feliks Devrient & Co. w 1884 roku. Początkowo statkowi nadano imię „Ferse” (jest to niemiecka nazwa wpadającej do Wisły Wierzycy – wszystkie statki z serii nosiły nazwy rzek dorzecza dolnej Wisły). W 1940 roku „Ferse” przemianowano na „Marder”, a w 1947 roku – na „Kunę”, co jest polskim tłumaczeniem niemieckiego słowa Marder. Przez cały okres swojej służby (z wyjątkiem dwuletniego okresu po zakończeniu II wojny światowej) „Kuna” nie zmieniła obszaru swojego działania.
Do 1920 roku statek pływał pod banderą Królestwa Prus i był użytkowany przez administrację wodno-budowlaną Wisły (Königlich Preussische Weichsel-Strombauverwaltung). Po utworzeniu Wolnego Miasta Gdańsk wraz z całą flotyllą lodołamaczy został przekazany Radzie Portu i Dróg Wodnych i otrzymał jej banderę. W okresie II wojny światowej statek nosił banderę III Rzeszy i należał do Głównego Zarządu Dróg Wodnych. W marcu 1945 roku uczestniczył w ewakuacji ludności Gdańska; przepłynął do Kilonii i Hamburga, gdzie po zakończeniu wojny przejęły go brytyjskie władze okupacyjne. Pod brytyjską banderą służył w Hamburgu jako lodołamacz i holownik portowy do 1947 roku, kiedy przekazano go Polskiej Misji Morskiej. Powróciwszy do Gdańska, należał początkowo do Urzędu Morskiego w Gdyni, który następnie przekazał go Państwowemu Zarządowi Wodnemu w Tczewie, zarządzającemu drogami wodnymi śródlądowymi. Po remoncie w stoczni w Pleniewie powrócił, pod banderą polską, do służby w dolnym biegu Wisły.
W 1965 roku wycofano statek ze służby, a w następnym roku pozbawiono wyposażenia i nadbudówek; odtąd oczekiwał jako pusty kadłub na zezłomowanie. W latach 70. odholowano go do Gorzowa Wielkopolskiego, przeznaczając na ponton cumowniczy. W 1981 roku zatonął w basenie stoczniowym i pozostawał na dnie przez prawie 20 lat.
W 2000 roku grupa entuzjastów żeglugi i historii z Gorzowa Wielkopolskiego rozpoczęła rewitalizację statku. Powołano Stowarzyszenie Wodniaków Gorzowskich „Kuna”, którego członkowie poświęcili 6 lat na uzyskanie stosownych zezwoleń, zebranie funduszy, odszukanie i odtworzenie dokumentacji (zebranej w dużej mierze przez Horsta Heina – kapitana niemieckiego statku „Barbarossa” i miłośnika „Kuny”), wreszcie fizyczną odbudowę statku. Odbudowana „Kuna” z zewnątrz wygląda identycznie, jak w czasach pierwszej służby. Z oryginalnych elementów zachowała kadłub, dziobowy i rufowy pokład manewrowy, żurawik kotwiczny, dziobowe i rufowe polery cumownicze, fragmenty wału śrubowego i śrubę. Zmieniono napęd statku, zastępując maszynę parową zespołem napędowym „Delfin” z silnikiem spalinowym typu SW 680 o mocy 165 KM.
W pierwszy po odbudowie rejs „Kuna” wypłynęła do Szczecina, gdzie wzięła udział w I Zlocie Oldtimerów podczas Dni Morza. Od początku jednostką dowodził kapitan żeglugi śródlądowej Jerzy Hopfer, a sternikiem jednostki była sternik żeglugi śródlądowej Magdalena Sierocka – dziennikarka radiowa.
W 2009 roku „Kuna” obchodziła 125. rocznicę wodowania.
W sierpniu 2012 r. stowarzyszenie „Kuna” zostało zlikwidowane, a lodołamacz przekazano drugiemu gorzowskiemu stowarzyszeniu wodniaków – „Przystani Gorzów”. Przy okazji uzgodniono, że w razie upadku stowarzyszenia statek zostanie przekazany miastu.

## Rejsy
„Kuna” pływa jako statek muzealno–szkoleniowy. Rejsy mają charakter edukacyjno-rekreacyjny stanowiąc jedną z letnich atrakcji Gorzowa. Zdarza się jednak, że z powodu niskiego poziomu Warty rejsy są zawieszone. Istnieje możliwość zwiedzania „Kuny” cumującej na co dzień w gorzowskim porcie rzecznym. Na statku jest przewodnik oprowadzający zarówno po pokładzie jak i pod nim.

### Rejs 3 Mosty
Rejs rozpoczyna się przy bulwarze wschodnim (obok tarasu widokowego) i prowadzi w kierunku Wieprzyc do mostu na obwodnicy Gorzowa. Trwa on około dwóch godzin.

### Rejs do Santoka
Rejs rozpoczyna się przy bulwarze wschodnim. Program obejmuje zwiedzanie doliny rzeki Warty, wizytę w gorzowskim porcie i rejs do sąsiedniej gminy Santok.

## Galeria

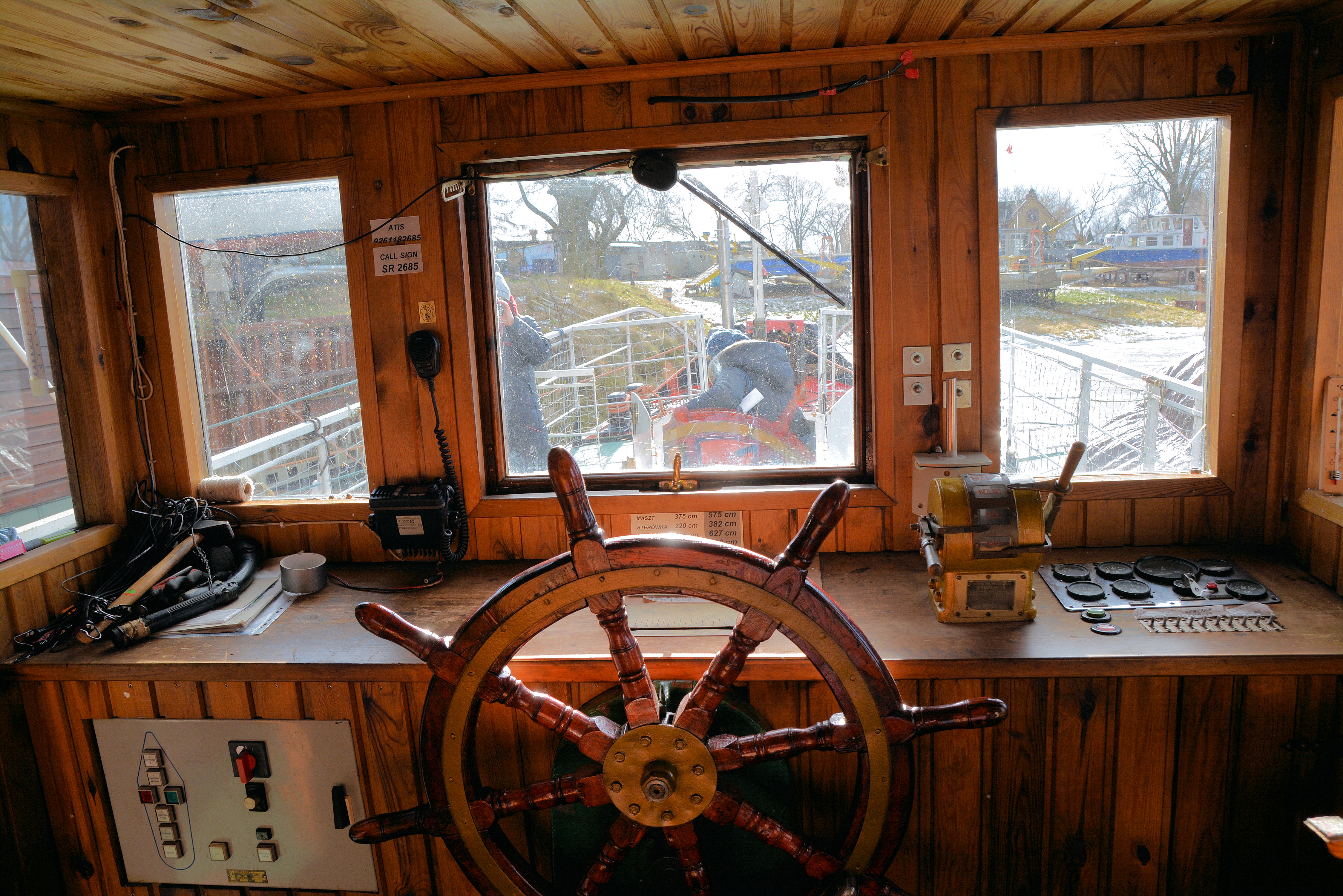
Sterówka
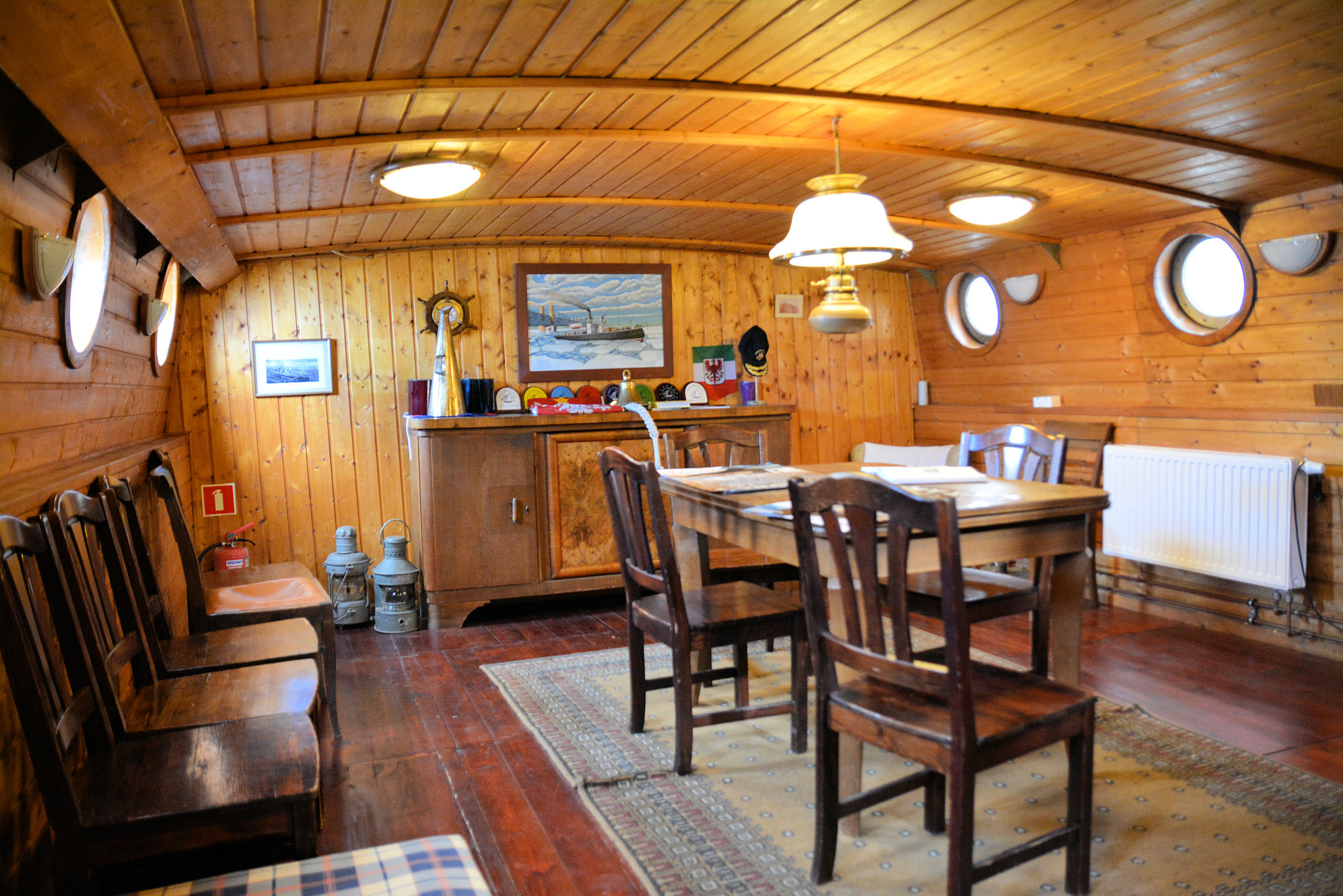
Salonik
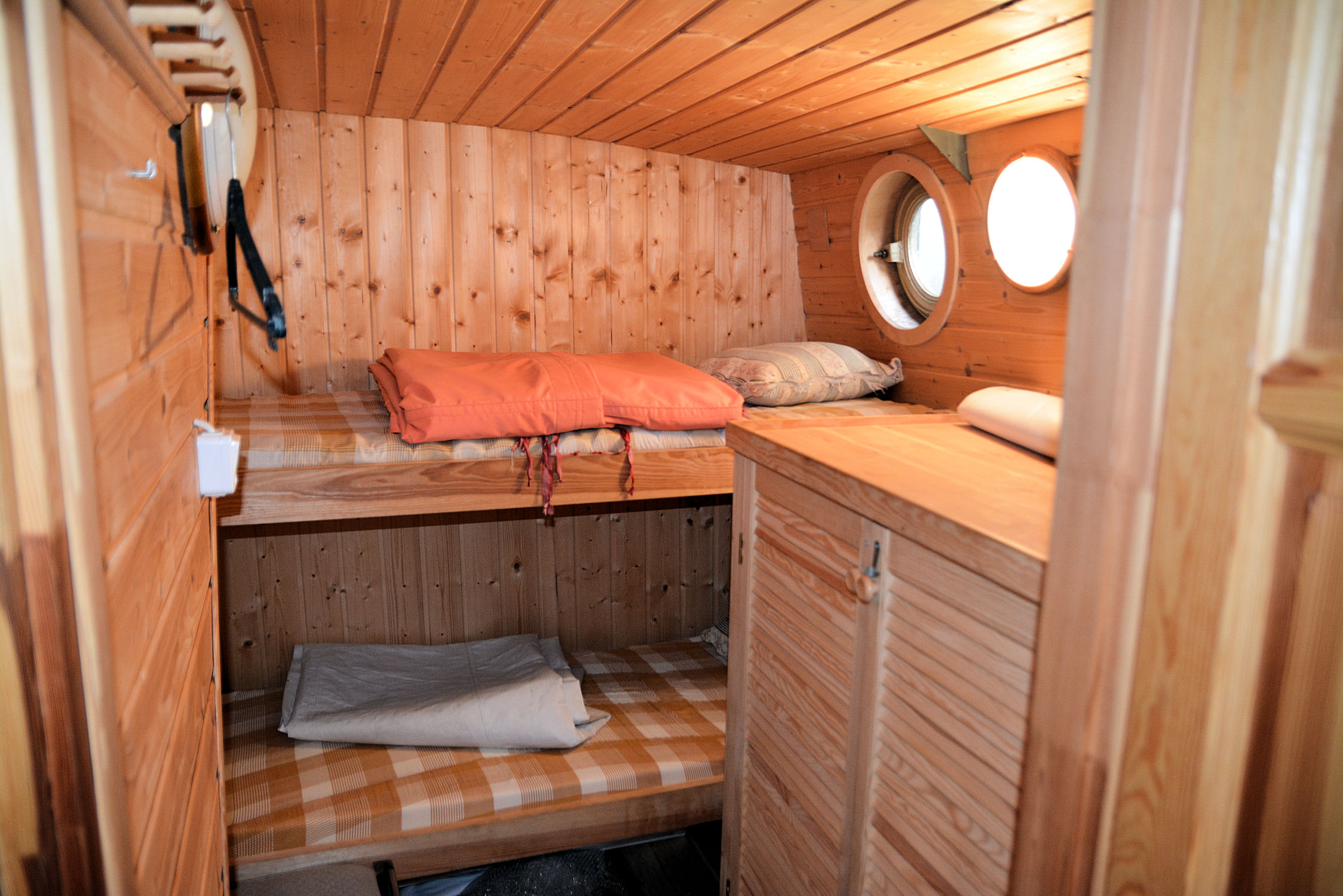
Kajuta